# Helmut Anders
Helmut Bruno Anders (* 29. April 1928 in Deutsch-Ossig; † 23. April 1985 in Leipzig) war ein deutscher Rechtswissenschaftler, Historiker und Professor für Wissenschaftlichen Kommunismus.

## Leben
Helmut Bruno Anders ging 1942 nach Görlitz, um eine zweijährige Ausbildung zum Schriftsetzer zu absolvieren. Im folgenden Jahr nahm er als Artillerist und später als Panzergrenadier am Zweiten Weltkrieg teil. Bis 1949 war er Kriegsgefangener in Charkiw, wo er aber auch eine Schule besuchen durfte. Anschließend wurde er Mitglied der SED und als Propagandist eingesetzt. 1950 kehrte er nach Görlitz zurück, um mit der Schriftsetzerlehre fortzufahren, aber auch um Lehrer und Leiter einer Schule der Gesellschaft für Deutsch-Sowjetische Freundschaft zu werden. Zugleich begann er an der Universität Leipzig ein Studium der Landwirtschaft.
Von 1952 bis 1956 studierte Anders dort Geschichte und wurde anschließend wissenschaftlicher Assistent an der juristischen Fakultät. 1961 wurde er Oberassistent, zum Doktor der Rechtswissenschaften promoviert und erhielt die Medaille für ausgezeichnete Leistungen. Ab 1965 war er Dozent der deutschen Staats- und Rechtsgeschichte und zugleich bis 1969 Leiter der Abteilung für Staats- und Rechtsgeschichte am staatsrechtstheoretischen Institut. 1966 erhielt er die Verdienstmedaille der NVA in Bronze, 1968 in Silber und 1976 den Orden Banner der Arbeit (Stufe II).
Seit 1970 war Anders Dozent für wissenschaftlichen Sozialismus. Ein Jahr später wurde er Leiter der Abteilung wissenschaftlicher Kommunismus und 1974 zum ordentlichen Professor. Zwei Jahre zuvor hatte er mit der B-Promotion den Titel Dr. sc. erworben. Beide Stellen an der Universität hielt er bis zu seinem Tode inne. Von 1976 bis 1980 war er zudem stellvertretender Forschungsdirektor.

## Publikationen
- Der Kampf der Arbeiterklasse um die Koalitionsfreiheit in den 60er Jahren des 19. Jahrhunderts in Preußen (Dissertation)
- Die Demokratisierung der Justiz beim Aufbau der antifaschistisch-demokratischen Ordnung auf dem Gebiet der DDR (1945–1949) (Dissertation)